# 22. Kavallerie-Brigade (Deutsches Kaiserreich)
Die 22. Kavallerie-Brigade war ein Großverband der Preußischen Armee.

## Geschichte
Die  22. Kavallerie-Brigade  wurde am 11. Oktober 1866 nach dem Deutschen Krieg in Kassel aufgestellt und war bis zum Kriegsbeginn 1914 Teil der 22. Division, die dem XI. Armee-Korps zugeordnet war. Während des Ersten Weltkrieges gehörte sie bis zum 13. August 1916 zur 3. Kavallerie-Division (Auflösung im Herbst 1916) und anschließend bis zum Kriegsende zur 2. Kavallerie-Division. Dieser Verband war dem Höheren Kavallerie-Kommando Nr. 4, geführt von General Gustav von Hollen, unterstellt.

### Gliederung
- 1867 bis 1871

Husaren-Regiment „König Humbert von Italien“ (1. Kurhessisches) Nr. 13 und Thüringisches Ulanen-Regiment Nr. 6
- 1871 bis 1894

Husaren-Regiment Landgraf Friedrich III. von Hessen-Homburg (2. Kurhessisches) Nr. 14 und Thüringisches Ulanen-Regiment Nr. 6
- 1894 bis 1914

Dragoner-Regiment „Freiherr von Manteuffel“ (Rheinisches) Nr. 5 und Husaren-Regiment Landgraf Friedrich III. von Hessen-Homburg (2. Kurhessisches) Nr. 14
- Kriegsgliederung 1914

Wie vor

### Deutsch-Französischer Krieg 1870/1871
Die Brigade wurde im Feldzug gegen Frankreich unter dem Kommando des Generals Rudolf von Krosigk eingesetzt.

### Erster Weltkrieg
Zu Beginn des Krieges wurde die Brigade Ende zunächst an der Westfront eingesetzt und Ende März 1915 an die Ostfront verlegt. Mit der Auflösung der 3. Kavallerie-Division im Herbst 1916 kehrte sie in den Westen zurück, wo sie im Verband der 2. Kavallerie-Division an der Sicherung der belgisch-holländischen Grenze  mitwirkte und sim September 1917 wieder an die Ostfront verlegt wurde, wo sie bis zum Ende des Krieges verblieb.
Zu den Kampfhandlungen, Gefechten und Schlachten siehe Kampfgeschehen der 3. Kavallerie-Division und Kampfgeschehen der 2. Kavallerie-Division|.

### Brigadekommandeure
| Name                                       | Datum                                   |
| ------------------------------------------ | --------------------------------------- |
| Fedor von Kleist                           | 11. Oktober 1866 bis 27. Juli 1868      |
| Rudolf von Krosigk                         | 28. Juli 1868 bis 11. April 1873        |
| Gustav von Brauchitsch                     | 12. April 1873 bis 16. September 1873   |
| Emil von Pfuhl                             | 17. September 1873 bis 15. Oktober 1877 |
| Adolf von Zedlitz und Leipe                | 16. Oktober 1877 bis 12. Mai 1879       |
| Franz Michael Oswald von Bünting           | 13. Mai 1879 bis 5. Dezember 1883       |
| Wilhelm von Kurtz                          | 6. Dezember 1883 bis 24. Juli 1885      |
| Eugen von Dresky                           | 25. Juli 1885 bis 1. April 1889         |
| Titus von Szczytnicki                      | 2. April 1889 bis 17. Juni 1892         |
| Götz von König                             | 18. Juni 1892 bis 21. März 1902         |
| Friedrich von Busse                        | 22. März 1902 bis 26. Januar 1907       |
| Friedrich von Buch                         | 27. Januar 1907 bis 25. Februar 1909    |
| Heinrich von Tresckow                      | 26. Februar 1909 bis 16. Mai 1910       |
| Bolko Graf von Roedern                     | 17. Mai 1910 bis 19. März 1911          |
| Alexander Freiherr von Humboldt-Dachroeden | 20. März 1911 bis 31. März 1913         |
| Adalbert von Wurmb                         | 1. April 1913 bis 26. Januar 1917       |
| Johannes Koch                              | 27. Januar 1917 bis Kriegsende          |